# Frédéric Christian d'Alefeld

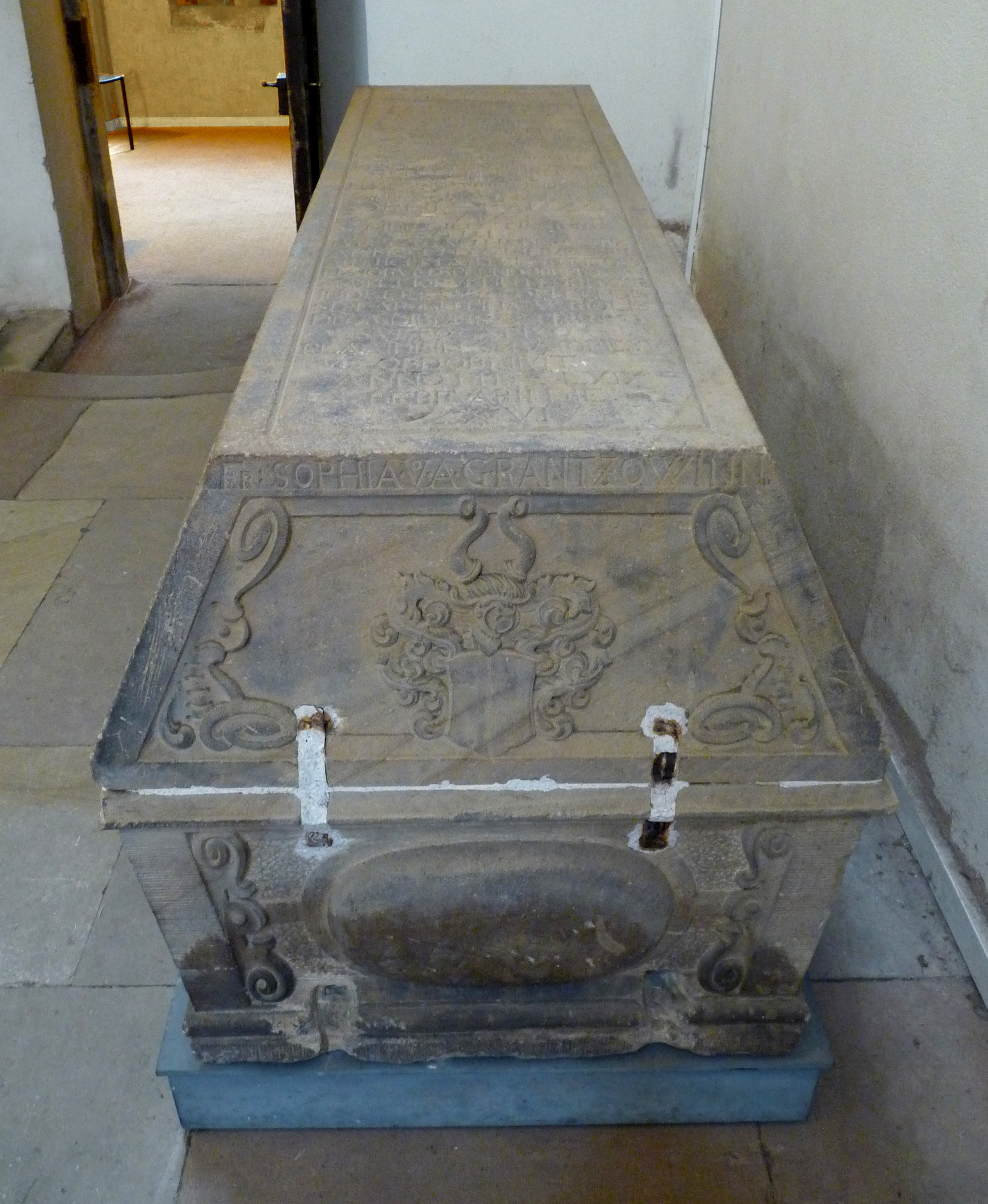
Petit côté du sarcophage

Frédéric Christian d'Alefeld est un jeune noble danois qui mourut subitement, à l'âge de 17 ans, en 1669 à Strasbourg alors qu'il y était étudiant.
Son sarcophage, présentant un décor héraldique développant sa généalogie, est exposé dans le croisillon sud du transept de l'église Saint-Thomas de Strasbourg, à côté du monument funéraire du docteur François-Daniel Reisseissen.